# Hästen, Gästrikland
Hästen är en sjö i Hofors kommun i Gästrikland och ingår i Gavleåns huvudavrinningsområde. Sjön är 4,6 meter djup, har en yta på 0,0847 kvadratkilometer och är belägen 145,9 meter över havet.

## Delavrinningsområde
Hästen ingår i det delavrinningsområde (669562-153715) som SMHI kallar för Mynnar i Dalkarlssjöbäcken. Medelhöjden är 147 meter över havet och ytan är 3,73 kvadratkilometer. Det finns inga avrinningsområden uppströms utan avrinningsområdet är högsta punkten. Vattendraget som avvattnar avrinningsområdet har biflödesordning 5, vilket innebär att vattnet flödar genom totalt 5 vattendrag innan det når havet efter 81 kilometer. Avrinningsområdet består mestadels av skog (63 procent) och sankmarker (20 procent). Avrinningsområdet har 0,5 kvadratkilometer vattenytor vilket ger det en sjöprocent på 13,3 procent.